# Denis Višinský
Denis Višinský (Mělník, 21 marzo 2003) è un calciatore ceco, ala o centrocampista dello Slovan Liberec.

## Carriera
Cresciuto nello Slavia Praga, nel febbraio del 2020 firma il primo contratto professionistico con i biancorossi; esordisce in prima squadra il 3 marzo 2021, nella partita di Coppa della Repubblica Ceca vinta per 10-3 contro lo Slavia Karlovy Vary, in cui segna una doppietta. Dopo un periodo trascorso in prestito con il Graffin Vlašim, il 31 gennaio 2022 viene ceduto a titolo definitivo allo Slovan Liberec.

## Statistiche

### Presenze e reti nei club
Statistiche aggiornate al 3 settembre 2024.
| Stagione              | Squadra               | Campionato            | Campionato | Campionato | Coppe nazionali | Coppe nazionali | Coppe nazionali | Coppe europee | Coppe europee | Coppe europee | Altre coppe | Altre coppe | Altre coppe | Totale | Totale |
| Stagione              | Squadra               | Comp                  | Pres       | Reti       | Comp            | Pres            | Reti            | Comp          | Pres          | Reti          | Comp        | Pres        | Reti        | Pres   | Reti   |
| --------------------- | --------------------- | --------------------- | ---------- | ---------- | --------------- | --------------- | --------------- | ------------- | ------------- | ------------- | ----------- | ----------- | ----------- | ------ | ------ |
| feb.-giu. 2021        | Slavia Praga          | 1L                    | 2          | 0          | CRC             | 1               | 0               | UCL+UEL       | 0+1           | 0             | -           | -           | -           | 4      | 0      |
| 2021-gen. 2022        | Graffin Vlašim        | FNL                   | 15         | 3          | CRC             | 3               | 2               | -             | -             | -             | -           | -           | -           | 18     | 5      |
| gen.-giu. 2022        | Slovan Liberec        | 1L                    | 7+2        | 0          | CRC             | -               | -               | -             | -             | -             | -           | -           | -           | 9      | 0      |
| 2022-2023             | Slovan Liberec        | 1L                    | 15         | 1          | CRC             | 3               | 2               | -             | -             | -             | -           | -           | -           | 28     | 3      |
| 2023-2024             | Slovan Liberec        | 1L                    | 19+2       | 0          | CRC             | 3               | 0               | -             | -             | -             | -           | -           | -           | 24     | 0      |
| 2024-2025             | Slovan Liberec        | 1L                    | 7          | 1          | CRC             | 0               | 0               | -             | -             | -             | -           | -           | -           | 7      | 1      |
| Totale Slovan Liberec | Totale Slovan Liberec | Totale Slovan Liberec | 48+4       | 2          |                 | 6               | 4               |               | -             | -             |             | -           | -           | 58     | 6      |
| Totale carriera       | Totale carriera       | Totale carriera       | 65+4       | 5          |                 | 10              | 6               |               | 1             | 0             |             | -           | -           | 80     | 11     |

## Palmarès

### Club

#### Competizioni nazionali
- Campionato ceco: 1

Slavia Praga: 2020-2021
- Coppa della Repubblica Ceca: 1

Slavia Praga: 2020-2021